# Polští kněží v Česku
Polští kněží v Česku působí od začátku 90. let 20. století. V současné době tvoří více než desetinu všech římskokatolických kněží působících na území Česka, což z nichž činí nejpočetnější skupinu duchovních jiné než české národnosti (například v roce 2004 jich bylo 187).
Po obnově náboženské svobody v roce 1989 se v Česku naplno projevil nedostatek duchovních, způsobený jednak omezeným přístupem k přípravě na kněžské povolání za komunistického režimu ve spojení s celkovou tehdejší společenskou atmosférou, jednak perzekucí kněží v období protektorátu a komunistického režimu i odchodem většiny duchovních německé národnosti po druhé světové válce.
Čeští a moravští biskupové se proto snažili tento stav alespoň částečně vyřešit pozváním kněží z Polska, kde je o kněžské povolání nesrovnatelně větší zájem. Do Česka odcházejí z Polska především mladí kněží, a to zpravidla v reakci na výzvu svého diecézní biskupa. Po dobu svého působení v Česku zůstávají většinou (alespoň zpočátku) inkardinováni do své mateřské diecéze. Část z nich se po řadě let strávených v Česku již vrátila do Polska, avšak další průběžně přicházejí.
Další Poláci se rozhodli v Česku vystudovat teologii, být zde vysvěceni na kněze a trvale zde působit. Jiní polští duchovní se dostali do Česka jako řeholníci na základě rozhodnutí svého představeného.
Počty polských kněží v diecézích české a moravské církevní provincie:
- arcidiecéze pražská: 35 kněží (2010)
- diecéze českobudějovická: 8 z celkem 108 kněží, tj. asi 7 % (2007)
- diecéze plzeňská: 17 kněží z necelé stovky, tj. asi 17 % (2007)
- diecéze ostravsko-opavská: téměř 60 z celkem 235 kněží, tj. asi 25 % (2011)

V roce 1996 byl jejich počty následující:
- arcidiecéze pražská – 26 kněží (19 diecézních, 7 řeholních)
- diecéze litoměřická – 7 kněží (4 diecézní, 3 řeholní)
- diecéze královéhradecká – 12 kněží (10 diecézních, 2 řeholní)
- diecéze českobudějovická – 6 kněží (5 diecézních, 1 řeholní)
- diecéze plzeňská – 2 kněží (oba diecézní)
- arcidiecéze olomoucká – 23 kněží (9 diecézních, 14 řeholních)
- diecéze brněnská – 4 kněží (všichni řeholní)
- diecéze ostravsko-opavská – 23 kněží (8 diecézních, 15 řeholních)
- celkem 103 kněží (46 diecézních, 57 řeholních)

Z obdobných důvodů jako v případě Česka působí duchovní z Polska i v dalších státech, například ve vídeňské arcidiecézi je jich více než tři sta, stovky jsou jich také v Německu.

## Významnípolštíkněžípůsobící vČesku
- Mons. ThLic. Artur Matuszek (od roku 1992)
- Dr. Zbigniew Jan Czendlik (od roku 1992)
- Mons. ThLic. Mirosław Michalak (v letech 1993-2011)

… a další